# De uitdragerswinkel
De uitdragerswinkel is een hoorspel naar het toneelstuk drama La foire d’empoigne (1959) Jean Anouilh. Eugène van der Heijden vertaalde het, Jan Starink bewerkte het en de KRO zond het uit in het programma Dinsdagavondtheater op dinsdag 17 oktober 1967 (met een herhaling op dinsdag 30 september 1969). De regisseur was Léon Povel. Het hoorspel duurde 58 minuten.

## Rolbezetting
- Bob de Lange (Napoleon)
- Joan Remmelts (Lodewijk XVIII)
- Coen Flink (Fouché)
- Hans Karsenbarg (luitenant d’Anouville)
- Huib Orizand (de hertog van Blacas)
- Pierre Myin (de maarschalk)
- Harry Bronk (de Franse schildwacht)
- Tim Beekman (de Franse sergeant)
- Frans Somers (de Engelse officier)
- Hans Veerman (een kamerbewaarder & een Engelse schildwacht)

## Inhoud
Met “de uitdragerswinkel” bedoelt de schrijver het Frankrijk van het jaar 1815. Het stuk tekent voornamelijk drie historische portretten: keizer Napoleon Bonaparte die zich als een hoogdravend acteur gedraagt en die zijn volk die hem als jonge trouwe soldaten blindelings vereert nauwelijks ziet staan. Koning Lodewijk XVIII is ten aanzien van keizer Napoleon I bepaald geen hoogvlieger, maar hij is tenminste nuchter, redelijk en betrouwbaar. Joseph Fouché, hertog van Otranto, is de sluwe Minister van Politie die op de achtergrond aan de touwtjes trekt. Het is de tijd van de fameuze “honderd dagen”, die zullen eindigen met Napoleons definitieve nederlaag bij Waterloo…
Centraal staat een jonge luitenant van de Grande Armée, d'Anouville, die de keizer aanbidt en die Fouché verafschuwt. Hij pleegde een aanslag op de Minister van Politie, onder het voorwendsel dat hij naar de koning overliep. Maar er zit een ander motief achter, een veel zwaardere.